# Mustapha Cassiem
Pour les articles homonymes, voir Cassiem.
Mustapha Cassiem né le 19 mars 2002, est un joueur de hockey sur gazon sud-africain. Il évolue au poste d'attaquant au Varsity College HC et avec l'équipe nationale sud-africaine.
Son frère Dayaan Cassiem est également un joueur de hockey sur gazon sud-africain.

## Carrière

### Jeux olympiques
- Premier tour : 2020